# Tinka Offereins
Tinka Offereins (Amstelveen, 5 de outubro de 1993) é uma remadora neerlandesa, campeã olímpica.

## Carreira
No oito com, Offereins conquistou o bronze no Campeonato Europeu de 2022, em Munique. No Campeonato Mundial subsequente em Račice, República Tcheca, ela ganhou a prata duas vezes, tanto no oito com quanto no quatro sem. Em 2023, Offereins conseguiu o bronze no quatro sem no Campeonato Europeu em Bled.
Nos Jogos Olímpicos de Verão de 2024, em Paris, conquistou a medalha de ouro na competição de quatro sem feminino, ao lado de Marloes Oldenburg, Hermijntje Drenth e Benthe Boonstra com o tempo de 6:27.13.